# الیسون هاروارد
آلیسون هاروارد برک (به انگلیسی: Allison Harvard Burke؛ زادهٔ ۸ ژانویهٔ ۱۹۸۸) مدل، هنرمند، بازیگر و سلبریتی اینترنتی آمریکایی می‌باشد که بیشتر به‌خاطر کسب مقام دوم در فصل ۱۲ مدل برتر بعدی آمریکا و فصل ۱۷: تمام ستاره شناخته می‌شود. هاروارد سابقه حضور روی جلد تعداد زیادی از مجلات از جمله هارپرز بازار، لوفیسیل، وان، وی‌داربن، و یکی از مطرح‌ترین مجلات مد فیلیپین به نام مگا را دارد. او به‌عنوان سفیر تبلیغاتی بلو مدیکال گروپ فعالیت داشت و روی جلد نسخهٔ ویژهٔ مجلهٔ این برند نیز ظاهر شد.

## اوایل زندگی
هاروارد در هیوستون، تگزاس چشم بر جهان گشود و در نیواورلئان، لوئیزیانا بزرگ شد. اون مدتی در دانشگاهٔ ایالتی لوئیزیانا در شهر بتن‌روژ تحصیل کرد، اما بعداً به دانشگاهٔ نیواورلئان منتقل شد و در بهار سال ۲۰۰۹ به تحصیل در رشته هنر پرداخت. نمونه‌ای از آثار هنری او در رمانی در سال ۲۰۰۷ با عنوان داستانی که شب گفته شد نوشتهٔ لایزا کوزنتسوا منتشر شده.
هاروارد در سال ۲۰۰۵ پیش از حضورش در برنامه مدل برتر بعدی آمریکا در سایت ۴چن به‌عنوان یک میم اینترنتی شناخته شد و لقب کریپی-چان را گرفت.